# Janis Antiste
Janis Antiste (Toulouse, 18 augustus 2002) is een Frans voetballer die bij voorkeur als aanvaller speelt. Hij speelt bij Toulouse.

## Clubcarrière
Antiste werd geboren in Toulouse en speelde negen jaar in de jeugd van Toulouse. Op 5 februari 2020 debuteerde hij in de Ligue 1 tegen RC Strasbourg. Toulouse degradeerde enkele maanden later naar de Ligue 2. Hij maakte zijn eerste competitiedoelpunt op 29 augustus 2020 tegen Grenoble Foot 38.